# Blanona
Blanona là một chi bướm đêm thuộc họ Erebidae.